# Grumman E-1 Tracer
E-1 Tracer (до 1962 года — WF-2) — первый американский палубный самолёт дальнего радиолокационного обнаружения (ДРЛО).
Принят на вооружение в 1958 году. Являлся модификацией транспортного самолёта «C-1 Trader» и его палубного противолодочного варианта «Grumman S-2 Tracker». В начале 1970-х годов был снят с вооружения и заменён действующим до настоящего времени палубным самолётом ДРЛОиУ «Grumman E-2 Hawkeye».

## Разработка и производство

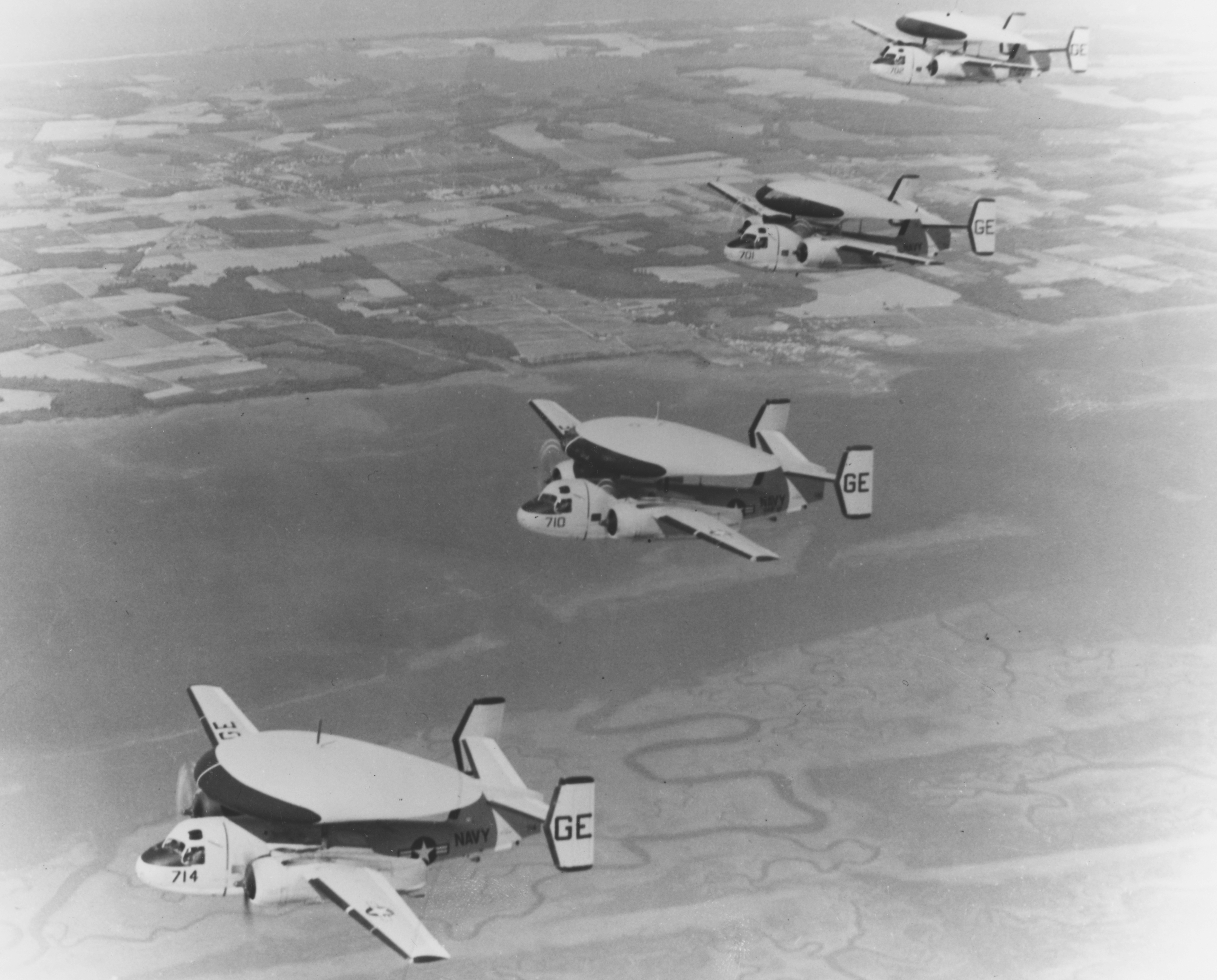
Четыре «E-1B Tracer» из 12-я авианосная эскадрилья ДРЛО

После завершения Второй мировой войны основными палубными самолётами ВМС США, исполнявшими функции радиолокационной разведки и обнаружения противника, были самолёты такого типа, как торпедоносец «Grumman TBF Avenger» или штурмовик «AD-3W Skyraider». Они практически не отличались друг от друга по составу бортового электронного оборудовании, разве что на «AD-5VV» количество операторов РЛС было увеличено с двух до трех. РЛС «AN/APS-20» имела весьма скромные характеристики при работе по воздушным целям, но основной задачей самолётов в этой нише тогда являлся в большей степени не контроль воздушного пространства, а наблюдение за поверхностью моря — поиск подводных лодок. В итоге, к 1955 году инженеры компании «Grumman» предложили создать новый самолёт ДРЛОиУ на базе противолодочного «Grumman S-2 Tracker».
В системе обозначений самолётов ВМС США, принятой в 1922 году, «E-1 Tracer» получил обозначение WF, откуда пошло его прозвище «Вилли Фадд» (англ. «Willy Fudd»). «Tracer» был модификацией «C-1 Trader», который, в свою очередь, представлял собой вариант палубного противолодочного самолёта «S-2 Tracker», известного как S2F в старой системе обозначений, и прозванного «Печка», «Тумбочка» (от англ. «Stoof»). «Grumman WF/E-1» за его характерный обтекателель, стал известен на флоте как «Печка с крышей» («англ. Stoof with a Roof»).

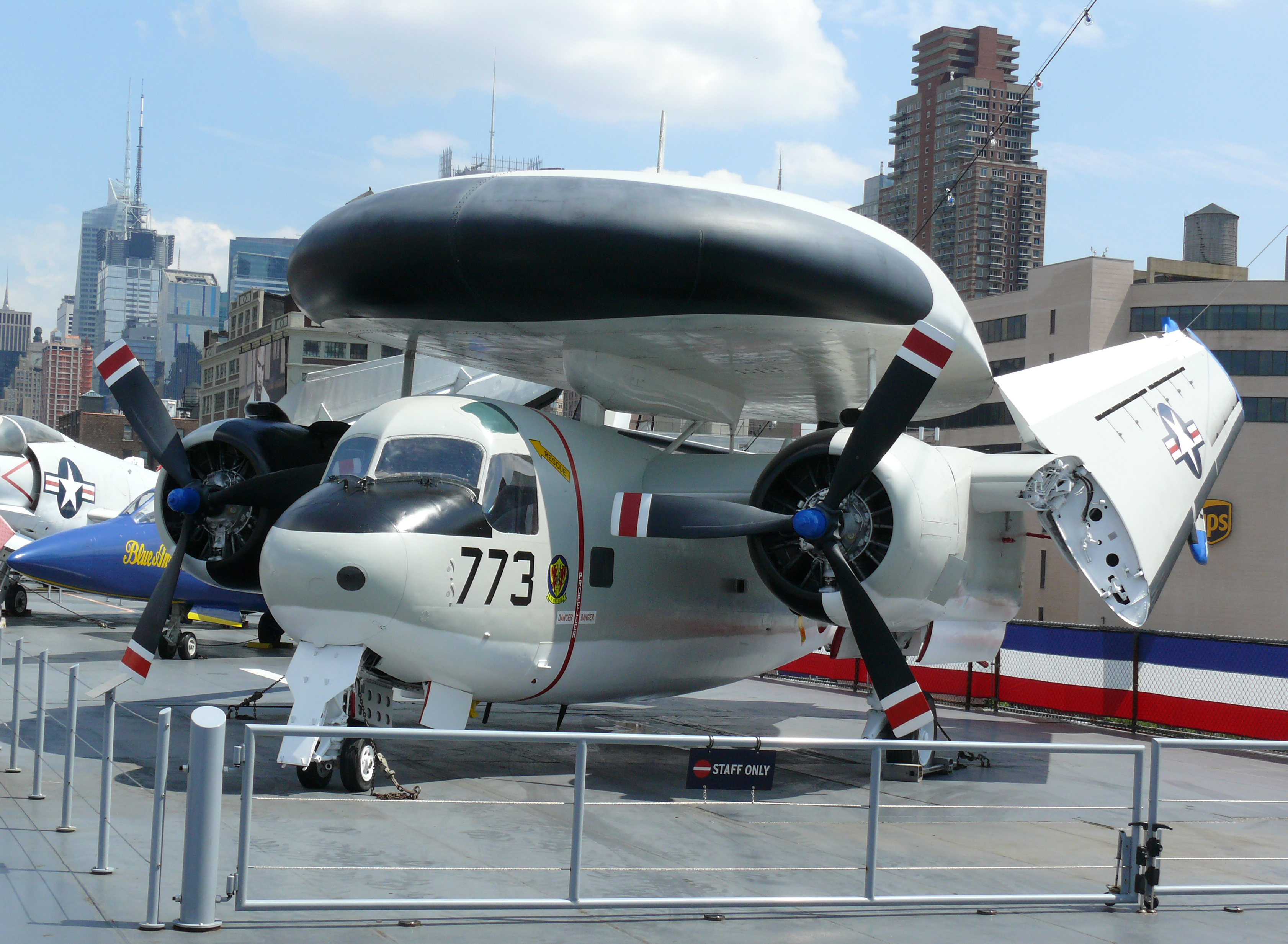
Музейный экспонат «Grumman E-1B Tracer»

«E-1» имел складные крылья специфической конструкции для возможности компактной транспортировки на борту авианосцев. В отличие от «S-2» и «C-1», у которых крылья складывались вверх, обтекатель радара сверху фюзеляжа потребовал от конструкторов «E-1» повторно использовать запатентованную компанией «Grumman» систему складывания крыльев «Sto-Wing», впервые применённую на их более раннем поршневом истребителе «Grumman F4F-4 Wildcat» периода начала Второй мировой войны, позволявшую складывать крылья вдоль фюзеляжа. Изменение конструкции механизма складывания крыла привело к тому, что при сложенных плоскостях центр тяжести самолёта сильно смещался назад, и самолёт садился на хвост. Пришлось вводить дополнительную, четвёртую, опору шасси, которая использовалась для перемещения самолёта со сложенными плоскостями.
Аэродинамический прототип самолёта «WF-2» совершил первый полет 17 декабря 1956 года. Он не имел РЛС, а обтекатель антенны изготавливался из алюминия. Серийные же машины получили обтекатели, созданные из радиопрозрачного стеклопластика сотовой структуры.
Поскольку операции в составе авиакрыла, действующего с авианосца, являлись первостепенными для «E-1», различные особенности конструкции самолёта были направлены, в первую очередь, на обеспечение стабильности и контроля при взлете и посадке на авианесущий корабль. Отличительною особенностью «E-1» стало двухкилевое хвостовое оперение, обеспечивающее бо́льшую управляемость и устойчивость по оси рыскания без внедрения одного крупногабаритного, громоздкого и занимающего много места вертикального стабилизатора. Оно также обеспечивало повышенную степень запаса управляемости, позволяя пилоту сохранять контроль по рысканию даже если один из винтов мог был повреждён. Также в целях сохранения балансировки носовая часть фюзеляжа была увеличена на 46 сантиметров.

### Радиолокационная станция
На самолёте в радиопрозрачном дисковом обтекателе была установлена РЛС «AN/APS-82», работавшая в диапазоне длин волн 30-100 см производства компании Hazeltine. Радиолокатор разместили в приподнятом примерно на метр над фюзеляжем обтекателе каплеобразной формы размерами 9,76×6,0x1,25 м. Такое решение позволило уменьшить «слепую зону», из-за затенения металлических частей конструкции самолёта. По сравнению с «AD-5W» возросла и дальность обнаружения целей и возможность селекции целей на водной поверхности.

## История службы

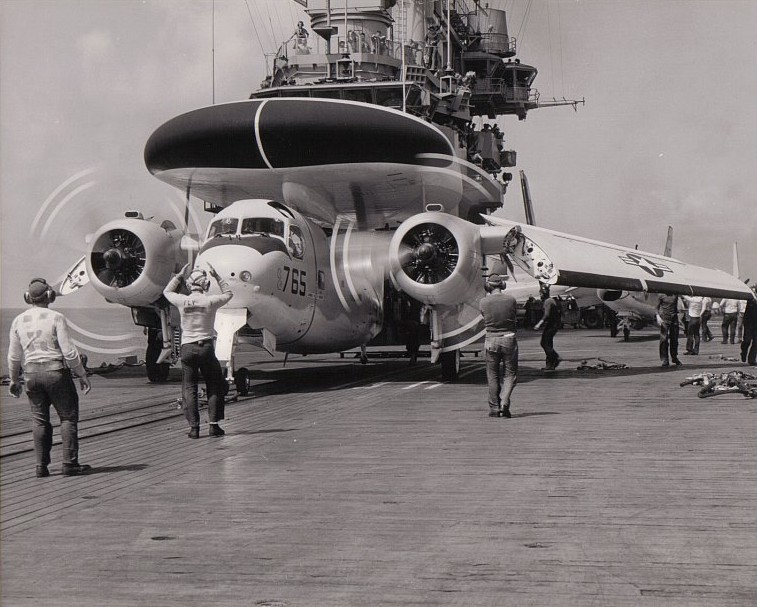
«Grumman E-1B Tracer» готовится к взлёту с «USS Hancock», 1962 год

Будучи одним из первых самолетов раннего предупреждения, базирующихся на авианосце, «E-1 Tracer» служил в частях флотской авиации с 1960 по 1977 год, хотя и считался лишь переходным самолётом и был заменен в строевых частях на Grumman E-2 Hawkeye в середине 1960-х годов. Первым подразделением в котором были развернуты «Трэйсеры» была 11-я авианосная эскадрилья раннего обнаружения (VAW-11), базировавшаяся на авианосце «Констеллейшн». 
В первые годы войны во Вьетнаме «E-1» широко использовались, обеспечивая истребители боевого воздушного патруля (Combat air patrol) векторами целей и контролируя нанесение воздушных ударов по целям на территории Северного Вьетнама. С боевым радиусом 250–300 миль E-1B служил самолётом раннего предупреждения для ударных самолетов об активности северовьетнамских МиГов. Эскадрильи раннего обнаружения, оснащенные «Трэйсерами», осуществили 56 боевых развертываний в ходе операций в ходе этой войны. Всего за годы службы «E-1B Tracer» находились в составе 11-й, 12-й и 121-й авианосных эскадрилий ДРЛО, входящих в состав авиакрыльев на разных авианосцах.
К маю 1973 года большинство «E-1B» были сняты с вооружения, и только четыре самолёта из состава 121-й авианосной эскадрильи ДРЛО (VAW-121), базирующиеся на авиабазе Норфолк, штат Виргиния, все ещё находились в эксплуатации. Эти самолеты вскоре были сняты с вооружения в середине лета 1977 года (после последнего выхода на борту авианосца USS Franklin D. Roosevelt) и отправлены на хранение на авиабазу Дэвис-Монтен. «E-1B Tracer» были окончательно сняты с вооружения к концу 1977 года.

## Тактико-технические характеристики

### Технические характеристики
По «Naval Air Systems Command»
- Экипаж: 4 человека (2 пилота, 2 оператора РЛС)
- Длина: 13,82 м
- Размах крыла: 22,05 м
- Высота: 5,13 м
- Площадь крыла: 47 м²
- Масса пустого: 9361 кг
- Масса максимальная взлётная: 12 066 кг
- Двигатели: 2× «Wright R-1820» 9-цилиндровые радиальные поршневые с воздушным охлаждением, 1525 л. с. (1137 кВт)
- Пропеллеры: 3-х лопастные

### Лётные характеристики
- Максимальная скорость: 383 км/ч
- Крейсерская скорость: 262 км/ч
- Дальность: 1666 км
- Продолжительность патрулирования: 6 часов 50 минут
- Практический потолок: 4800 м
- Скороподъёмность: 5,7 м/с (341 м/мин)

### РЛС
AN/APS-82